# Colégio Militar de São Paulo
O Colégio Militar de São Paulo (CMSP) é uma escola militar pública localizada em São Paulo, Brasil, integrante do Sistema Colégio Militar do Brasil (SCMB), subordinado ao Exército Brasileiro.  Criado em 8 de outubro de 2018 pela Portaria nº 1.694 do Comandante do Exército, é a 14ª unidade do SCMB e está situado no Campo de Marte, oferecendo ensino fundamental II e médio. Em 2025, atende 486 alunos nos ensinos Fundamental II e Médio.

## História
O CMSP foi oficialmente criado pela Portaria nº 1.694, de 8 de outubro de 2018, assinada pelo Comandante do Exército, com sede em São Paulo-SP e subordinado à Diretoria de Educação Preparatória e Assistencial (DEPA). A portaria determina que o Estado-Maior do Exército (EME) regule as ações de implantação, ativando o colégio quando todas as condições forem atendidas. Em 3 de fevereiro de 2020, ocorreu a solenidade de incorporação dos alunos do 6º ano do ensino fundamental, com a presença do então Presidente Jair Bolsonaro, marcando o início das atividades. A construção foi planejada no Plano de Descentralização de Recursos para Atividade de Engenharia (PDRAEng) de 2020, iniciando-se com a demolição do Centro Logístico da Aeronáutica (CELOG) em um terreno de 82.592,85 m² cedido pela Força Aérea Brasileira (FAB).

## Estrutura
A futura sede do CMSP terá 68.630 m² de área construída, sendo 23.519 m² cobertos (prédios escolares e administrativos) e 45.114 m² descobertos (área de solenidades e instalações esportivas como ginásio, quadra, pista de atletismo e piscinas). A primeira fase da obra, concluída em 120 dias em 2020, envolveu a demolição do CELOG.

## Projeto Pedagógico
O CMSP implementou abordagens ativas no ensino de Língua Inglesa para o 6º ano do ensino fundamental II durante a pandemia de COVID-19 (terceiro trimestre de 2021), utilizando estratégias como sala de aula invertida e rotação por estações. Essas práticas, analisadas por Diários Reflexivos, aumentaram a motivação e autonomia dos alunos.

## Gestão Sustentável
A construção do CMSP adota os princípios da Lean Construction na gestão de resíduos de construção civil (RCC). Na primeira fase, foram gerados 8.586,69 m³ de RCC, com 39% reutilizados como aterro hidráulico, reduzindo custos de transporte em 72% e promovendo sustentabilidade.